# Rênio
O rênio (português brasileiro) ou rénio (português europeu) é um elemento químico de símbolo Re, número atômico 75 (75 prótons e 75 elétrons), com massa atómica 186,2 u, situado no grupo 7 da classificação periódica dos elementos. A primeira imagem de ligação e ruptura de átomos foi de átomo de rênio porque " devido seu número atômico alto, é mais fácil de ser visualizado"
É um metal de transição branco prateado, pesado, sólido na temperatura ambiente, raramente encontrado na natureza. É obtido como subproduto do processamento de minerais de molibdênio. É empregado principalmente em catalisadores.
Sua descoberta nos minerais de platina e na columbita, na Alemanha, foi relatada por Walter Noddack, Ida Tacke e Otto Berg, em 1925.

## Características principais
O rênio é um metal branco prateado, brilhante, que apresenta um dos maiores pontos de fusão, excedido somente pelo Tungsténio e pelo Carbono. É também um dos mais densos, excedido somente pela platina, pelo irídio, e pelo ósmio. Os estados de oxidação do rênio incluem -1,+1,+2,+3,+4,+5,+6 e +7, sendo os mais comuns +7,+6,+4,+2 e -1.
Sua forma comercial geralmente é em pó, porém pode ser obtido na forma compacta, com até 90% da sua densidade teórica. Quando é recozido torna-se muito dúctil, podendo ser dobrado em espiral ou anel. As ligas de rênio-molibdênio são supercondutores a 10K.

## Aplicações
Catalisadores de rênio-platina são usados para a obtenção de chumbo metálico, gasolina de alta octanagem, e em superligas resistentes a elevadas temperaturas usadas para fabricação de peças de motores de jatos.
Outros usos:
- Extensivamente usado como filamentos em espectrógrafos de massa e em detectores de íons.[5]
- Como aditivo no tungstênio ou em ligas a base de molibdênio para melhorar suas propriedades.[6]
- Catalisadores de rênio são muito resistentes ao envenenamento químico, sendo usados em determinados tipos de reações de hidrogenação.[7]
- Em material de contato elétrico devido a sua boa resistência ao desgaste e a corrosão.
- termopares que contem ligas de rênio e tungstênio são usados para medir temperaturas de até 2200 °C.
- Fio de rênio é usado em lâmpadas de flash para fotografias.
- Usado em uma bactéria para o combate de câncer de pâncreas conhecido como Rênio-188.[8]

## História
O rênio (do latim rhenus), nome dado em homenagem ao rio Reno, (Alemanha), e foi o último elemento natural a ser descoberto. Considera-se que foi descoberto por Walter Noddack, Ida Tacke e Otto Berg, na Alemanha. Em 1925 relataram que detectaram o elemento num minério de platina e no mineral columbita. Encontraram também o rênio na gadolinita e molibdenita. Em 1928 foi possível extrair 1 grama do elemento processando 660 quilogramas de molibdenita.
Como o processo de obtenção do metal era complexo e altamente caro, a produção foi interrompida até 1950, quando ligas de tungstênio-rênio e molibdênio-rênio foram produzidas. Estas ligas encontram aplicações importantes na indústria, resultando numa grande demanda de rênio obtido a partir da molibdenita existente nos minérios de pórfiro (cobre).

## Ocorrência e obtenção

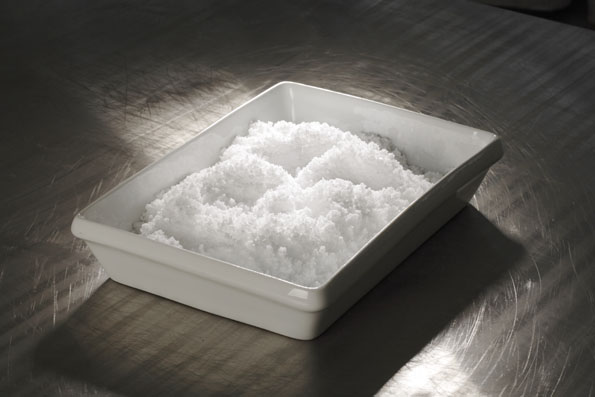
Perrenato de amónio em pó.

O rênio não é encontrado na forma livre na natureza ou em algum mineral em especial. Este elemento encontra-se em pequenas quantidades espalhado por toda a crosta terrestre, em torno de  0,001 ppm. O rênio comercial é extraído como subproduto de minerais de molibdênio contidos em alguns minérios de cobre. Alguns minerais de molibdênio contem de 0,002% a 0,2% de rênio. O metal é preparado pela redução do perrenato de amônio (NH4ReO4) com hidrogênio em altas temperaturas.

## Produção mundial
| 1. | Chile          | 30,00 |
| 2. | Estados Unidos | 8,36  |
| 3. | Polónia        | 8,34  |
| 4. | Coreia do Sul  | 2,80  |
| 5. | China          | 2,50  |
| 6. | Cazaquistão    | 0,50  |
| 7. | Uzbequistão    | 0,46  |
| 8. | Armênia        | 0,28  |

Fonte: USGS.

## Isótopos
O rênio natural é uma mistura de dois isótopos, o Re-185 (estável) com abundância de 37,4% e o Re-187 (radio-instável) com abundância de 62,6%. Existem, ainda, 26 isótopos instáveis conhecidos.

## Precauções
Pouco se sabe sobre a toxicidade do rênio, entretanto, deve ser manuseado com cuidado.